# NGC 7474
NGC 7474 (również PGC 70379) – galaktyka soczewkowata (S0), znajdująca się w gwiazdozbiorze Pegaza. Odkrył ją Albert Marth 9 września 1864 roku.